# Косихикари

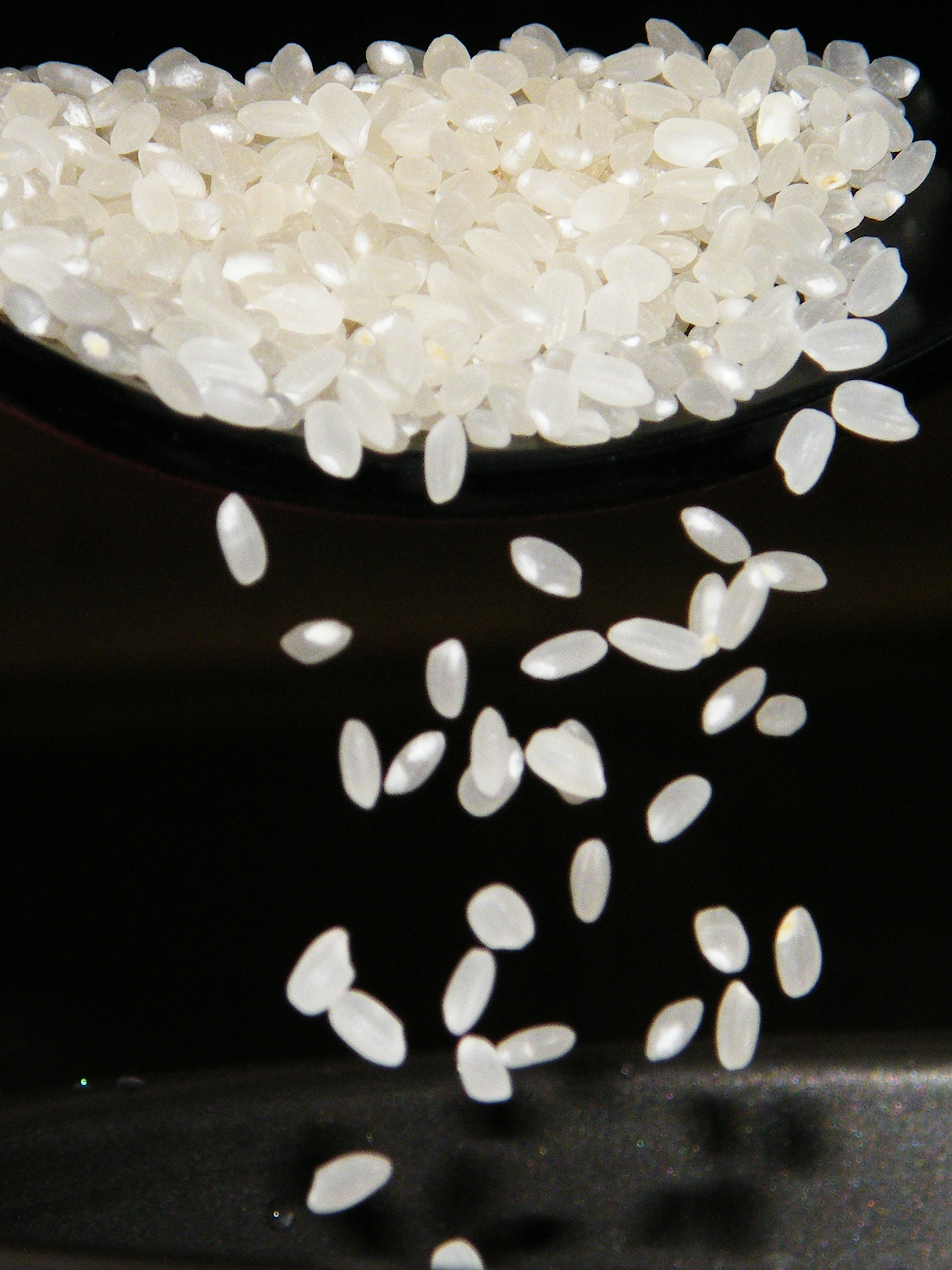

Косихикари (яп. コシヒカリ) — японский сорт риса. Выведен в 1956 году в префектуре Фукуи. Имеет хорошие вкусовые качества, но уязвим для болезней. Выращивается в Японии, на территории от острова Кюсю до региона Тохоку. Крупнейший японский производитель — префектура Ниигата. По состоянию на 2005 год доля косихикари на японском рынке риса составляет 38 %. За пределами Японии выращивается в Австралии и США.